# Cristián Castaño Contreras
Cristián Castaño Contreras (Monterrey, Nuevo León, 12 de septiembre de 1970) es un político mexicano, miembro del Partido Acción Nacional, ha sido en dos ocasiones diputado federal y fue vicepresidente de la Cámara de Diputados de México.
Es licenciado en Derecho y Administración Pública y Ciencia Política, tiene una maestría en Desarrollo Organizacional y un doctorado en Gestión Estratégica y Políticas de Desarrollo. En la estructura del PAN ha sido secretario Nacional de Acción Juvenil de 1992 a 1995 y presidente del PAN en Nuevo León de 1998 a 2000.
Entre los cargos de elección popular están los de regidor, diputado federal a la LVI Legislatura de 1994 a 1997, diputado al Congreso de Nuevo León de 1997 a 2000 y diputado federal por el VII Distrito Electoral Federal de Nuevo León a la LX Legislatura de 2006 a 2009, en donde se desempeñaó como vicecoordinador de la bancada del PAN.
De 2001 a 2006 fue director general del Instituto Mexicano de la Juventud.actualmente director de la facultad de criminología y Derecho de la Universidad metropolitana de Monterrey 